# Nico Eekman
Nikolaas Mathijs Eekman (Brussel, 9 augustus 1889 – Parijs, 13 november 1973) was een Nederlandse figuratieve schilder en illustrator, ook bekend in Frankrijk, België en Nederland als Nicolas Eekman, Nico Eekman en onder het pseudoniem Ekma. 

## Achtergrond
Zijn vader was afkomstig uit Zeeuws-Vlaanderen. Zijn schilderstijl is in drie perioden te typeren: expressionistisch van 1914 tot laat in de jaren 1920, Vlaams-realistisch aan het begin van de jaren 1950, en ten slotte 'fantastique'.
Nicolas Eekman werd geboren in Brussel in het huis waar Victor Hugo, toen in ballingschap, Les Misérables schreef. Op zijn 18e gaf Eekman zijn eerste lezing in Brussel met als titel 'De onbekende Van Gogh', die in 1907 nog niet erkend was door het grote publiek. In 1912 ging hij naar de eerste Van Goghtentoonstelling in Keulen.
Na een studie architectuur aan de Academie voor Schone Kunsten in Brussel vluchtte hij voor de Eerste Wereldoorlog naar Nederland, en vestigde zich in de pastorie van Nuenen, waar Bart de Ligt dominee was. Dertig jaar eerder woonde de familie Van Gogh in dezelfde pastorie, en schilderde Vincent er De Aardappeleters. Tot het einde van de oorlog exposeerde Eekman zijn werk in Nederland, waar grote musea en verzamelaars zijn werken kochten, voornamelijk Helene Kröller-Müller. 

## Parijs
In 1921 vestigde Eekman zich in Parijs. Hij ontmoette vaak de Nederlandse en Belgische kunstenaars die daar leefden, zoals Fred Klein (de vader van Yves Klein), Piet Mondriaan, Cesar Domela, Georges Vantongerloo en Frans Masereel. Hij raakte bevriend met galeriehouder Jeanne Bucher, die in 1928 zijn werk tentoonstelde, samen met het werk van Mondriaan. Dit was de enige keer dat Mondriaans schilderijen zouden worden tentoongesteld in een galerie in Parijs. Hoewel Eekman tegen abstracte kunst was en Mondriaan een van de pioniers, zouden ze altijd zeer goede vrienden blijven. 
Tijdens de jaren 30 nam Eekman deel aan groepstentoonstellingen over de hele wereld, voornamelijk in de Verenigde Staten, terwijl zijn soloshows plaatsvonden in heel Europa. Gedurende het interbellum was Eekman onderdeel van de artistieke beweging rond Montparnasse. Daar raakte hij bevriend met Jean Lurçat, Louis Marcoussis, Andre Lhote, Max Jacob, Moise Kisling, Marc Chagall, Picasso, Dali, Armand Nakache, Paul Signac, Jacques Lipchitz, Fernand Léger, Edouard Goerg, Max Ernst.
In 1937, op de Internationale Tentoonstelling in Parijs, kreeg Eekman een gouden medaille voor zijn schilderij "La Pelote bleue" ("De blauwe bal"), dat werd aangekocht door de Staat voor de Galerie nationale du Jeu de Paume. 
In het begin van de Tweede Wereldoorlog werd hij gezocht door de nazi's en vestigde hij zich in Saint-Jean-de-Luz, in het zuidwesten van Frankrijk, waar hij werkte onder het pseudoniem Ekma. In 1944 organiseerde het Koninklijk Museum voor Schone Kunsten in Brussel een tentoonstelling die bezocht werd door koningin Elisabeth van België. 
Eekman illustreerde verschillende boeken, onder andere Les Destinées van Alfred de Vigny (1933), Contes d'un buveur de bière van Charles Deulin (1945), Tyl Uilenspiegel van Charles de Coster (1946) en L'Ane Culotte door Henri Bosco (1950).  
In de jaren 1950 en 1960 werd Eekmans kunst regelmatig tentoongesteld in Frankrijk, België, Nederland en Zwitserland. Op de Internationale Tentoonstelling in Deauville in 1956 werd hij bekroond. In 1961 kreeg Eekman de opdracht van prof. Henri Griffon voor een fresco (2,50 x 1,40 m) van medicinale planten uit de hele wereld voor de drogisterij op de luchthaven Paris-Orly. 
Een paar maanden na een grote overzichtstentoonstelling in de galerie Reflets in Brussel overleed Nicolas Eekman in Parijs. Hij werd begraven op de begraafplaats van Ivry, in het zuidoosten van Parijs.

## Nalatenschap
Zijn dochter Luce Eekman richtte in 1989 "Le Sillon Nicolas Eekman", een organisatie om de herinnering aan de kunstenaar levend te houden. Verschillende tentoonstellingen werden gehouden in Frankrijk en in Nederland.  

## Selectieve bibliografie
- (fr)  Paul Fierens, Monographie Eekman, Brussells, 1936
- (fr)  Maurice Bedel, Introduction à l'Album I, Paris, 1943
- (fr)  Maurice Fombeure, Introduction à l'Album II, Paris, 1950
- (fr)  Jean-Louis Monod, Eekman, peintre, humaniste… et magicien, éd. Pierre Cailler, Genève, 1969
- (fr)  Nicolas Eekman, peintre graveur, co-edition Le Sillon - Somogy, 2004